# Labro
Labro és un comune (municipi) de la província de Rieti, a la regió italiana del Laci, situat a uns 70 km al nord-est de Roma i a uns 15 km al nord-oest de Rieti. A 1 de gener de 2019 la seva població era de 361 habitants.
Labro limita amb els municipis següents: Arrone, Colli sul Velino, Morro Reatino i Terni.
Entre els llocs d'interès de la ciutat es troba l'església parroquial de Santa Maria Maggiore.